# Sonderforschungsbereich 933 „Materiale Textkulturen“
Der Sonderforschungsbereich 933 „Materiale Textkulturen“ war ein an der Universität Heidelberg angesiedelter Sonderforschungsbereich (SFB) der Deutschen Forschungsgemeinschaft (DFG) mit dem Untertitel Materialität und Präsenz des Geschriebenen in non-typographischen Gesellschaften. Der 2011 eingerichtete Forschungsbereich beschäftigte sich mit der Erforschung der verschiedenen Schriftträger und der aufgebrachten Schrift in Kulturen vor der Erfindung und Etablierung des Buchdruckes. Zentrale Forschungskulturen waren der Mittelmeerraum, Vorderasien und Europa, der zeitliche Rahmen umfasste dabei den Bereich von der Entwicklung der Schrift am Ende des 4. Jahrtausends v. Chr. in Mesopotamien und Altägypten bis zur Ablösung manueller durch mechanische Verfahren mit der Durchsetzung des Buchdrucks in Europa seit der Mitte des 15. Jahrhunderts. Sein Forschungsprogramm folgte dem Material Turn in den Geistes- und Kulturwissenschaften und maß der Erforschung der Materiellen Kultur besondere Bedeutung zu. Die spezifischen Ansätze und Forschungsergebnisse der am Text orientierten und der am Objekt ausgerichteten Disziplinen wurden hierbei zusammengeführt.
Der SFB 933 war einer von sehr wenigen geisteswissenschaftlichen Sonderforschungsbereichen der DFG und wurde im Mai 2015 in einer zweiten Antragsphase bis 2019 verlängert. Im Mai 2019 wurde eine dritte Förderperiode bis 2023 genehmigt. Beteiligt waren etwa 70 Wissenschaftler aus 18 geisteswissenschaftlichen Fachrichtungen der Universität Heidelberg sowie der Hochschule für Jüdische Studien Heidelberg. Der SFB war hierbei deutlich fakultätsübergreifend. Im Bereich der Digital Humanities bestand eine enge Kooperation mit dem Universitätsrechenzentrum und der Universitätsbibliothek Heidelberg. Nach Auslaufen der Förderung durch die DFG wurden Teile der Strukturen des SFB in die universitären Strukturen überführt.
In ihm waren viele Kleine Fächer vertreten, zu deren Sichtbarkeit und struktureller Stärkung er beitragen sollte. Insgesamt waren dies 17 von 31 Kleinen Fächern in Heidelberg: Ägyptologie, Alte Geschichte, Altorientalistik, Byzantinische Archäologie und Kunstgeschichte, Ethnologie, Gräzistik, Islamwissenschaft, Klassische Archäologie, Latinistik, Mittellatein, Ostasiatische Kunstgeschichte, Papyrologie, Religionswissenschaft, Sinologie, Semitistik, Ur- und Frühgeschichte und Vorderasiatische Archäologie.
Sprecher des SFB war zunächst der Assyriologe Markus Hilgert. 2013 übernahm diesen Funktion der Germanistische Mediävist Ludger Lieb. 

## Zielsetzungen und Leitideen
Als theoretischer Überbau wurden drei zentrale Zielsetzungen für den SFB 933 entwickelt:
1. die Generierung umfangreicher Grundlagenforschung und problembezogener Quellenerschließung in den beteiligten Disziplinen
2. eine inhaltliche, epistemologische und methodische Weiterentwicklung in den text-interpretativen historischen Kulturwissenschaften
  1. Dabei ergibt sich eine inhaltliche Weiterentwicklung aus der planvollen und möglichst vollständigen Erschließung, Dokumentation und Analyse der materialen Präsenz des Geschriebenen in verschiedenen Praxisfeldern solcher Gesellschaften, in denen keine Verfahren der massenhaften Produktion und Verbreitung von Geschriebenem verfügbar oder verbreitet sind („non-typographische Gesellschaften“) sowie
  2. der auf dieser Tatsache basierenden Darstellung derjenigen Rezeptionspraktiken, deren Vollzug am Geschriebenen aufgrund dieser seiner materialen Präsenz jeweils wahrscheinlich ist.
  3. Eine epistemologische Weiterentwicklung wird erreicht durch die Anerkennung und konsequente Zugrundelegung der Prämisse, dass der immanente Sinngehalt des Geschriebenen keine absolute Größe darstellt, sondern dass dieses innerhalb der jeweiligen kulturellen Praxis für abweichende Sinnzuschreibungen offen ist, sowie durch
  4. die theoretische und methodologische Auseinandersetzung mit dem grundlegenden hermeneutischen Problem, das sich daraus für die Forschungspraxis in den text-interpretativen historischen Kulturwissenschaften ergibt.
3. eine langfristige und strukturell verankerte Förderung der verschiedenen Fachkulturen durch einen disziplinübergreifenden, kulturtheoretisch ausgerichteten Forschungsansatz.

In der zweiten Phase des SFB werden diese Ziele weiter verfolgt, aber auch weiter gefasst. Es werden weitere Räume, Kulturen und Zeitphasen einbezogen. Diese zum Teil geschärfte Perspektive wird vom SFB wie folgt beschrieben:
1. Diachrone Perspektive: Der SFB verstärkt die Beobachtung von Wandel, Persistenz und Umbruch und geht teilprojektübergreifend den Fragen nach, wie die Veränderungen von Praktiken und Materialien sich wechselseitig bedingen (insbesondere im Übergang von non-typographischen zu typographischen Gesellschaften) und wie ein einzelnes Artefakt im Laufe seiner Überlieferungsgeschichte ganz unterschiedliche Praktiken verursacht und erfährt (‚Artefaktbiographien‘).
2. Akteur-Netzwerke: Die Identifizierung und Rekonstruktion von Netzwerken wird vorangetrieben. Besondere Berücksichtigung erfährt, dass oft mehrere menschliche Akteure ‚arbeitsteilig‘ verschiedene Praktiken vollziehen und schrifttragende Artefakte selbst Aktanten in Netzwerken sind.
3. Schrift und Bild – Schrift als Bild: Kunstwissenschaftliche und ästhetische Aspekte sowie Text-Bild-Artefakte bilden einen weiteren Schwerpunkt. Verstärkt wird den Phänomenen nachgegangen, dass Schriftzeichen Bildcharakter haben, dass Inschriften oft weniger als hermeneutisch zu erschließender Text, sondern ästhetisch wirken und dass sie öfter dekorative und schmückende Elemente aufweisen.
4. Sakrale Raumarrangements: Einen inhaltlichen Schwerpunkt bilden schrifttragende Artefakte in und an sakralen Räumen. Reliquienschreine, Kirchenräume, Gräber sowie ganze Totenstädte ermöglichen eine Rekonstruktion der Praktiken, die sich auf die dort zu findenden Texte beziehen.
5. Potential der Metatexte: Für die Rekonstruktion von materialen Textkulturen sollen verstärkt Texte genutzt werden, in denen schrifttragende Artefakte selbst zum Gegenstand werden (‚Metatexte‘). Anhand von Metatexten gewonnene Beobachtungen sind mit jenen zu vergleichen, die anhand tatsächlich überlieferter Artefakte gemacht werden. Sodann ist die poetische und imaginäre Aussagekraft gerade auch der phantastisch-irrealen Metatexte für materiale Textkulturen zu untersuchen.
6. Theoretisch-methodische Weiterentwicklung: Die im SFB 933 beständig gepflegte theoretisch-methodische Reflexion soll in zwei Richtungen besonders vorangetrieben werden. Erstens erproben einige Teilprojekte neue naturwissenschaftliche und computergestützte Analyseverfahren. Zweitens entstehen neue Konzeptualisierungen des Forschungsprogramms (zum Beispiel historische Textwissenschaft) oder Korrelationen mit aktuellen Forschungsparadigmen (zum Beispiel Memoria, Körper, Self-Fashioning).

## Teilprojekte
Der SFB ist in 23 Teilprojekte unterteilt, die zu vier Projektbereichen zusammengefasst werden.

### Projektbereich A – Materialität und Präsenz des Geschriebenem im „sozialen Raum“
Teilprojekt A01 – Beschriebenes und Geschriebenes im städtischen Raum der griechisch-römischen Antike und des Mittelalters
- Laufzeit: Förderperiode 1–3
- Mitarbeiter: Stefan Ardeleanu, Irene Berti, Katharina Bolle, Jon Cosme Cubas Diaz, Jens-Arne Dickmann, Nikolas Jaspert, Solvejg Langer, Ludwig Meier, Christian Neumann, Fanny Opdenhoff, Evelien Roels, Anna Sitz, Fabian Stroth, Kai Trampedach, Marc von der Höh, Banban Wang, Stephan Westphalen, Christian Witschel, Wolf Zöller
- Unterprojekte:
  - Textmonumente. Die Entwicklung der Inschriftenkultur Athens von den Perserkriegen bis zur römischen Eroberung (Förderperiode 1)
  - Spätantike Inschriftenkulturen im Imperium Romanum – zum Wandel von Kommunikationsstrukturen und Kommemorationsmedien am Ende der Antike (3.–7. Jahrhundert) (Förderperiode 1–2)
  - Die Stadt als ‚beschriebener Raum‘. Das Beispiel Pompeji und Herculaneum (Förderperiode 1)
  - Die Präsenz von Text-Monumenten und das Selbstverständnis bürgerlicher Gemeinschaften im hellenistischen und kaiserzeitlichen Kleinasien (3. Jahrhundert v.–2. Jahrhundert n. Chr.) (Förderperiode 2)
  - Rezeption und kommunale Neuschöpfung: Die Antike in der städtischen Epigraphik des lateinischen Mittelmeerraums (11.–13. Jahrhundert) (Förderperiode 2)
  - Die Präsenz von Inschriften in griechischen Heiligtümern: Die Evozierung der Polis in epigraphischen Inszenierung (Förderperiode 3)
  - Ritualisierte Inschriftlichkeit und handlungsbezogene Ikonographie an spätantiken Gräbern im westlichen Imperium Romanum (3.–7. Jh.) (Förderperiode 3)
  - Metamorphosen und Kontinuitäten von Inschriftlichkeit – Päpstliche Epigraphik zwischen Spätantike und Renaissance (5.–15. Jh.) (Förderperiode 3)
  - Epigramme in und an byzantinischen Bauwerken Konstantinopels: Schriftbild und Materialität (4.–14. Jh.) (Förderperiode 3)

Teilprojekt A02 – Antike Briefe als Kommunikationsmedium
- Laufzeit: Förderperiode 1–3
- Mitarbeiter: Rodney Ast (Leiter), Fatma Hamouda, Antonia Sarri, Loreleï Vanderheyden
- Kooperationspartner:
  - Malcolm Choat und das Ancient Cultures Research Centre der Macquarie University (Sydney)
  - Roger S. Bagnall und Tom Elliott von der New York University
  - Joshua Sosin von der Duke University
  - Mark Depauw von der Katholieke Universiteit Leuven

Teilprojekt A03 – Materialität und Präsenz magischer Zeichen zwischen Antike und Mittelalter
- Laufzeit: Förderperiode 1–3
- Mitarbeiter: Kirsten Dzwiza, Ulrike Ehmig, Andrea Jördens, Sarah Kiyanrad, Konrad Knauber, Carina Kühne-Wespi, Thomas Meier, Giuditta Mirizio, Joachim Friedrich Quack, Anett Rózsa, Christoffer Theis, Laura Willer
- Unterprojekte:
  - Vom Papyrusblatt zur Gemme –Einsatz und Wandel von Bildmotiven und Zeichen (Ägyptologie) (Förderperiode 1)
  - Amulette im spätantiken Ägypten (Papyrologie) (Förderperiode 1)
  - Kontinuität und Wandel in der Verwendung materieller magischer Zeichen in Iran im Spannungsfeld von Antike und islamischer Epoche (Förderperiode 1)
  - Ächtungsfiguren und ihre Deponierung (Förderperiode 2)
  - Magie im Kontext: defixiones und die Kommunikation mit antiken Göttern (Förderperiode 2)
  - Magische Schriftlichkeit und ihre Deponierung in mittelalterlichen Gräbern (Förderperiode 2)
  - Praktiken zur Gewinnung von Gunst und Beliebtheit (Ägyptologie) (Förderperiode 3)
  - Rechtsschutzbitten an Götter und Dämonen (Papyrologie) (Förderperiode 3)
- Kooperationspartner:
  - Eine von Iain Gardner und Jay Johnston geleitete Forschungsgruppe der Universität Sydney (Zusammenarbeit zum Thema „magische Papyri“)
  - Papierrestauratorin Yvonne Stoldt

Teilprojekt A04 – Wissenstransfer von der Antike ins Mittelalter. Bedingungen und Wirkungen dauerhafter Verschriftlichung am Beispiel des Klosters Lorsch
- Laufzeit: Förderperiode 1–2
- Mitarbeiter: Stefan Weinfurter (Leiter), Julia Becker, Tino Licht, Natalie Maag, Kirsten Wallenwein
- Kooperationspartner:
  - Hermann Schefers, Leiter der Welterbestätte Kloster Lorsch
  - Verwaltung der Staatlichen Schlösser und Gärten Hessen

Teilprojekt A05 – Schrift und Schriftzeichen am und im mittelalterlichen Kunstwerk
- Laufzeit: Förderperiode 1–3
- Mitarbeiter: Tobias Frese (Leiter), Matthias Untermann (Leiter), Lisa Horstmann, Wilfried E. Keil, Kristina Krüger, Franziska Wenig
- Kooperationspartner:
  - Dommuseum Hildesheim
  - Karl-Bernhard Kruse, Diözesankonservator von Hildesheim
  - „Forschungsstelle Deutsche Inschriften“ der Göttinger, Heidelberger und Mainzer Akademie der Wissenschaften
  - Nationaler Forschungsschwerpunkt (NFS) „Eikones“, Basel
  - „Corpus des inscriptions de France médiévale“
  - „Corpus Inscriptionum Hispaniae Mediaevalium“
  - Handschriftencensus Rheinland-Pfalz
  - Andreas Hartmann-Virnich (Universität Aix-Marseille)
  - Christian de Reynier (Archéologue du bâti, Office de la protection des Monumentes et des Sites, Neuchâtel)
  - Michele Luigi Vescovi (University of York)
  - Unité mixte de recherche „ArteHis“ (CNRS/Universität von Burgund, Dijon)

Teilprojekt A06 – Die papierene Umwälzung im spätmittelalterlichen Europa. Vergleichende Untersuchungen zum Wandel von Technik und Kultur im „sozialen Raum“
- Laufzeit: Förderperiode 1–3
- Mitarbeiter: Bernd Schneidmüller (Leiter), Barbara Frenk, Charlotte Kempf, Christoph Mauntel, Carla Meyer-Schlenkrich, Benjamin Müsegades, Klaus Oschema, Sandra Schultz, Paul Schweitzer-Martin
- Kooperationspartner:
  - CICS Cologne Institute for Conservation Sciences der Fachhochschule Köln
  - Landesarchiv Baden-Württemberg, Hauptstaatsarchiv Stuttgart
  - Papiermuseum Basel
  - Institut für Wissenschaftliches Rechnen Heidelberg der Universität Heidelberg
  - Handschriftenabteilung der Universitätsbibliothek Heidelberg
  - Wallraf-Richartz-Museum & Fondation Corboud
  - Asien-Afrika-Institut der Universität Hamburg
  - Homburger Papiermanufaktur und Papiermühle Homburg

Teilprojekt A08 – Reliquienauthentiken. Forschungen zur Materialität und Präsenz einer ausgesparten Sonderform frühmittelalterlicher Schriftlichkeit
- Laufzeit: Förderperiode 2–3
- Mitarbeiter: Tino Licht (Leiter), Barbara Frenk, Kirsten Wallenwein

Teilprojekt A09 – Schreiben auf Ostraka im inneren und äußeren Mittelmeerraum
- Laufzeit: Förderperiode 2–3
- Mitarbeiter: Julia Lougovaya-Ast (Leiterin), Andrea Bernini, Clementina Caputo, Marek Dospěl

Teilprojekt A10 – Schrift und Bild in der griechischen Plastik: Exemplarische Untersuchung am Beispiel Athens und Olympias von der Archaik bis in die Kaiserzeit
- Laufzeit: Förderperiode 2–3
- Mitarbeiter: Nikolaus Dietrich (Leiter), Johannes Fouquet, Corinna Reinhardt

Teilprojekt A11 – Graffiti auf römischen Goldmünzen: Bedeutungsspektrum und Kommunikationsstrategien
- Laufzeit: Förderperiode 3
- Mitarbeiter: Susanne Börner (Leiterin), Andreas Müller, Friederike Stahlke

Teilprojekt A12 – Präsenz des Künstlers. Mittelalterliche Artefakte mit Künstlerinschriften
- Laufzeit: Förderperiode 3
- Mitarbeiter: Rebecca Müller (Leiterin), Mandy Telle

### Projektbereich B – Materialität und Präsenz des Geschriebenen in „sozialen Feldern“
Teilprojekt B01 – Materialisierung gedanklicher Ordnung. Darstellungsformen von Gelehrtenwissen auf Tontafeln
- Laufzeit: Förderperiode 1–3
- Mitarbeiter: Stefan Maul (Leiter), Emel Demirdizen, Adrian Heinrich, Lisa Wilhelmi
- Kooperationspartner:
  - Edition literarischer Keilschrifttexte aus Assur der Heidelberger Akademie in Zusammenarbeit mit dem Vorderasiatischen Museum zu Berlin
  - Diplomatics and Palaeography of Neo- and Late Babylonian Archival Documents unter der Leitung Michael Jursas
  - Willemijn Waal von der Universität Leiden
  - Jon Taylor, Assistant Keeper der Cuneiform Collections am British Museum
  - Mainzer Graduiertenkolleg Frühe Konzepte von Mensch und Natur: Universalität, Spezifität, Tradierung

Teilprojekt B02 – Wand, Rezitationsrolle und Grab. Wechselnde Materialisierungen religiöser Texte im Alten Ägypten
- Laufzeit: Förderperiode 1
- Mitarbeiter: Joachim Friedrich Quack (Leiter), Daniela C. Luft

Teilprojekt B03 – Administrative Textpraxis im mykenischen Griechenland. Zu den materialen und medialen Aspekten frühgriechischer Schriftlichkeit
- Laufzeit: Förderperiode 1
- Mitarbeiter: Diamantis Panagiotopoulos (Leiter), Angeliki Karagianni

Teilprojekt B04 – Der masoretische Text der hebräischen Bibel in seinen unterschiedlichen materialen Gestaltungen in Westeuropa im 12 und 13. Jahrhundert
- Laufzeit: Förderperiode 1–3
- Mitarbeiter: Hanna Liss (Leiterin), Elodie Attia, Federico Dal Bo, Jonas Leipziger, Clemens Liedtke, Kay Joe Petzold, Hanna-Barbara Rost

Teilprojekt B06 – Materiale Präsenz des Geschriebenen und ikonographische Rezeptionspraxis in der mittelalterlichen Lehrdichtung. Text-Bild-Edition und Kommentar zum Welschen Gast des Thomasin von Zerklare
- Laufzeit: Förderperiode 1–2
- Mitarbeiter: Peter Schmidt (Leiter), Lisa Horstmann, Jakub Šimek, Jana Wolf

Teilprojekt B07 – Aspekte der Medialität und Materialität illuminierter Querrollen im mittelalterlichen Japan
- Laufzeit: Förderperiode 1
- Mitarbeiter: Melanie Trede (Leiterin), Sabine Neumann, Nathali Stumpf

Teilprojekt B09 – Die Beschreibstoffe Holz und Bambus im Alten China
- Laufzeit: Förderperiode 2–3
- Mitarbeiter: Enno Giele (Leiter), Zhang Qiang, Thies Staack, Hui Sun, Chun Fung Tong

Teilprojekt B10 – Rollen im Dienst des Königs. Die Formate Rolle und Codex in königlicher Verwaltung und Historiografie im spätmittelalterlichen Westeuropa
- Laufzeit: Förderperiode 2–3
- Mitarbeiter: Jörg Peltzer (Leiter), Abigail Armstrong, Stefan Holz, Matthias Kuhn, Maximilian Schuh, Maree Shirota

Teilprojekt B11 – Materiale Formierungen musiktheoretischer Konzepte: Praxeologie eines Fachschrifttums im ausgehenden Mittelalter
- Laufzeit: Förderperiode 2
- Mitarbeiter: Inga Mai Groote (Leiterin), Max-Quentin Bischoff, Eva M. Maschke, Hein Sauer

Teilprojekt B12 – Präsenz- und Überlieferungsformen sumerischer Königshymnen
- Laufzeit: Förderperiode 2
- Mitarbeiter: Kai Lämmerhirt (Leiter), Szilvia Jáka-Sövegjártó

Teilprojekt B13 – Wissensordnung und Biographie: Kalkulierte Handschriftlichkeit in der gedruckten Wissensliteratur der Frühen Neuzeit (16. und 17. Jahrhundert)
- Laufzeit: Förderperiode 3
- Mitarbeiter: Sylvia Brockstieger (Leiterin), Rebecca Hirt

Teilprojekt B14 – Interaktive Medien: Interdependenzen zwischen Geschriebenem/Gemaltem und Gedrucktem im Japan des langen 17. Jahrhunderts
- Laufzeit: Förderperiode 3
- Mitarbeiter: Melanie Trede (Leiterin), Radu Leca

Teilprojekt B15 – Visuelle Gliederungsmittel ägyptischer Texte auf Papyrus
- Laufzeit: Förderperiode 3
- Mitarbeiter: Carina Kühne-Wespi (Leiterin), Sarah Braun

### Projektbereich C – Reflexionen auf „Materialität“, „Präsenz“ und Geschriebenes in non-typographischen Gesellschaften
Teilprojekt C01 – Materialität und Präsenz des Geschriebenen im Herrschaftsdiskurs des antiken Mesopotamien zwischen 2500 und 1800 v. Chr.
- Laufzeit: Förderperiode 1
- Mitarbeiter: Thomas Emanuel Balke, Markus Hilgert, Peter A. Miglus, Christina Tsouparopoulou
- Unterprojekte:
  - Materialität und Präsenz des Geschriebenen im Herrschaftsdiskurs des antiken Mesopotamien zwischen 2500 und 1800 v. Chr.
  - Manifestation of rulership in the archaeological record from 3rd millennium southern Mesopotamia

Teilprojekt C02 – Erzählungen von Geschriebenem als Grundlage einer „Text-Anthropologie“ des Alten Testaments
- Laufzeit: Förderperiode 1–2
- Mitarbeiter: Friedrich-Emanuel Focken, Jan Christian Gertz, Anna Krauß, Friederike Schücking-Jungblut
- Unterprojekte:
  - Explizite Metatexte in hebräischen und aramäischen Texten aus persischer, hellenistischer und römischer Zeit
  - Zwischen Literatur und Liturgie – Pragmatik und Rezeptionspraxis poetischer/liturgischer Schriften der judäischen Wüste

Teilprojekt C03 – Zeitformen. Raumformen. Strategien der Verhandlung von Materialität und Präsenz der Schrift in der augusteischen Literatur
- Laufzeit: Förderperiode 1–2
- Mitarbeiter: Jürgen Paul Schwindt (Leiter), Maximilian Haas, Christian D. Haß, Eva Maria Noller
- Kooperationspartner:
  - Internationale Forschergruppe La poésie augustéenne
  - Internationales Zentrum für die Theorie der Philologie (mit Dependancen in Campinas/São Paulo und Heidelberg)
  - Deutsch-brasilianische Arbeitsgruppe Teoria da filologia – Theorie der Philologie
  - Heidelberger Masterstudiengang Klassische und Moderne Literaturwissenschaft

Teilprojekt C04 – Der buddhistische Kanon in Stein. Materialisierung und Präsentifizierung heiliger Schriften im Wolkenheimkloster (616–1180 n. Chr.)
- Laufzeit: Förderperiode 1
- Mitarbeiter: Lothar Ledderose (Leiter), Tingting Chen, Hui-Ping Chuang

Teilprojekt C05 – Inschriftlichkeit. Reflexionen materialer Textkultur in der Literatur des 12. bis 17. Jahrhunderts
- Laufzeit: Förderperiode 1–3
- Mitarbeiter: Ludger Lieb (Leiter), Dennis Disselhoff, Frank Krabbes, Astrid Lembke, Michael R. Ott, Laura Velte, Ricarda Wagner

Teilprojekt C06 – Beruf und Bildung im islamischen Kanzleiwesen (adab al-kātib) Oder: Verwaltung als Königsdisziplin
- Laufzeit: Förderperiode 1–2
- Mitarbeiter: Susanne Enderwitz (Leiterin), Rebecca Sauer
- Kooperationspartner:
  - Maaike van Berkel (Universität von Amsterdam)
  - Amélie Couvrat Desvergnes, Museum of Islamic Art, Doha/Qatar
  - Malika Dekkiche (Universität Antwerpen)
  - Stefan Leder (Orient Institut Beirut): Projekt zur Korrespondenz des Qāḍī al-Fāḍil (1135–1200)
  - Christian Müller (CNRS Paris): Projekt „Islamic Law Materialized“ (2009–2013)
  - Margareta Pavaloi (Völkerkundemuseum der von-Portheim-Stiftung Heidelberg)
  - Karin Zimmermann (Universitätsbibliothek Heidelberg, Bereich Handschriften und Alte Drucke)

Teilprojekt C07 – Sakrale und heilige Schrift: Zur Materialität und Funktion konkurrierender Schriftsysteme bei der Formierung des religiösen Feldes auf Bali
- Laufzeit: Förderperiode 1–3
- Mitarbeiter: Annette Hornbacher (Leiterin), Richard Fox, Jiří Jakl

Teilprojekt C08 – Inschriften als Meta-Historie in der griechischen Geschichtsschreibung
- Laufzeit: Förderperiode 2–3
- Mitarbeiter: Jonas Grethlein (Leiter), Benjamin Allgaier, Christina Schulz

Teilprojekt C09 – Körperbeschreibungen: Text und Körper in den iberischen Literaturen der Vormoderne
- Laufzeit: Förderperiode 2–3
- Mitarbeiter: Robert Folger (Leiter), Stephanie Béreiziat-Lang, Felicitas Loest

Teilprojekt C10 – Briefe als materiale Kommunikation in der Literatur des 12. bis 17. Jahrhunderts
- Laufzeit: Förderperiode 3
- Mitarbeiter: Sarina Tschachtli (Leiterin), Hannah Mieger

### Projektbereich Z – Zentraler Servicebereich
Teilprojekt IGK – Integriertes Graduiertenkolleg
- Laufzeit: Förderperiode 1
- Mitarbeiter: Inken Prohl (Leiterin), Danijel Benjamin Cubelic, Magdalena Herzog

Teilprojekt INF – Serviceprojekt zu Informationsmanagement und Informationsstruktur
- Laufzeit: Förderperiode 1–3
- Mitarbeiter: Vincent Heuveline (Leiter), Christian Witschel (Leiter), Maria Effinger, Gustavo Fernandez Riva, Jeromin Fest, Christoph Forster, Frank Grieshaber, Jonas Kratzke

Teilprojekt Ö – Schrifttragende Artefakte in Neuen Medien
- Laufzeit: Förderperiode 2–3
- Mitarbeiter: Friederike Elias (Leiterin), Johanna Baumgärtel, Christian Vater
- Kooperationspartner:
  - Heidelberg Center for Cultural Heritage
  - Wikimedia Deutschland

Teilprojekt Z – Geschäftsführung und Koordination
- Laufzeit: Förderperiode 1–3
- Mitarbeiter: Ludger Lieb (Leiter), Caroline Brunner, Nicolai Dollt, Jessica Dreschert, Friederike Elias, Jeromin Fest, Monika Fest, Ute von Figura, Nele Schneidereit, Max Sieckmeyer, Christian Vater

## Gastwissenschaftler und Konferenzen
Das Teilprojekt „Beschriebenes und Geschriebenes im städtischen Raum der griechisch-römischen Antike und des Mittelalters“ (A1) besuchte der Althistoriker Andreas Bendlin von der University of Toronto im Frühjahr 2012. Auf Einladung durch das Teilprojekt C03 („Zeitformen. Raumformen. Strategien der Verhandlung von Materialität und Präsenz der Schrift in der augusteischen Literatur“) hat im Frühjahr 2014 Hans Ulrich Gumbrecht von der Stanford University als Gastprofessor zu „Materialität als Dimension in den Geisteswissenschaften“ vorgetragen. Auch Christian Benne kam für dieses Teilprojekt als Gastprofessor nach Heidelberg. Der Wissenschaftshistoriker Alexander Jones von der New York University war 2015 Gast am SFB 933 und arbeitete zur „Materialität von Zeit in der Antike“, speziell zum Mechanismus von Antikythera. Das Teilprojekt A02 organisierte Workshops und Gastvorträge von Malcolm Choat und Alexander Jones von der New York University.
Zu den Konferenzen und Workshops, die durch den Sonderforschungsbereich 933 organisiert wurden, gehören:
- internationale Konferenz „Präsenz und UnSichtbarkeit – zeichentragende Artefakte im sakralen Raum“ (Teilprojekt A03)
- internationale Tagung „Karolingische Klöster. Wissenstransfer und kulturelle Innovation“ (Teilprojekt A04)
- internationale Tagung „Paper in the Middle Ages. Production and Use / Papier im Mittelalter. Herstellung und Gebrauch“ in der Universitätsbibliothek Heidelberg (Teilprojekt A06)
- interdisziplinäre Nachwuchstagung „Was bedeutet Ordnung? Was ordnet Bedeutung? Überlegungen zu bedeutungskonstituierenden Ordnungsleistungen in Geschriebenem“ (Teilprojekt C03)
- Workshop Dinge und ihre Schriften. Poetologie und Funktion erzählter Inschriften (Teilprojekt C05)
- internationale SFB-Autorenkonferenz Praktiken schriftlicher Kommunikation. Die Produktion und Rezeption von schrifttragenden Artefakten in der alttestamentlichen und mittelalterlichen Literatur (Teilprojekt C05)
- The Materiality and Efficacy of Aksara: Situating Balinese Scriptural Practices, An International Conference (Teilprojekt C07)

## Wissenstransfer in die Öffentlichkeit
Im Sommersemester 2015 war der SFB 933 gemeinsam mit dem Heidelberg Center for Cultural Heritage Gastgeber der Akademischen Mittagspause zum Thema „5.300 Jahre Schrift – eine kleine Menschheitsgeschichte in 61 Motiven“ in der Heidelberger Peterskirche. In 61 Kurzvorträgen zur Mittagszeit wurde in öffentlichen Vorträgen die Entwicklung der Schrift von ihren Anfängen in Mesopotamien und Ägypten bis in die Gegenwart nachgezeichnet.
Im Oktober 2016 fand eine Glam on Tour-Station im Antikenmuseum der Universität Heidelberg statt.
Daneben ist der Sonderforschungsbereich 933 eng in die Lehre an der Universität Heidelberg eingebunden. Ein Beispiel dafür ist die Ringvorlesung „Inschriftlichkeit und Bildlichkeit. Materiale und intermediale Dimensionen des Geschriebenen in deutschen Texten des Mittelalters“, die im Wintersemester 2011/2012 durch die Teilprojekte B06 und C05 organisiert wurde.

## Ergebnispublikationen

### PublikationsreiheMateriale Textkulturen
Die Forschungsergebnisse des SFB werden unter anderem in einer eigenen Reihe, die sowohl Sammelbände als auch Monografien umfasst, publiziert. Publikationssprachen sind Deutsch und Englisch. Die Reihe erscheint im Verlag Walter de Gruyter unter der Creative-Commons-Lizenz CC-BY-NC-ND im Open Access. Sie trägt denselben Namen wie der SFB, Materiale Textkulturen (MTK) und wird auch in The Ancient World Online bibliographiert. Bisher sind die folgenden Bände erschienen:
- Band 1: Thomas Meier, Michael R. Ott, Rebecca Sauer: Materiale Textkulturen. Konzepte – Materialien – Praktiken. De Gruyter, 2015, ISBN 978-3-11-037128-4, doi:10.1515/9783110371291.
- Band 2: Wilfried E. Keil, Tobias Frese, Kristina Krüger (Hrsg.): Verborgen, unsichtbar, unlesbar – zur Problematik restringierter Schriftpräsenz. De Gruyter, 2014, ISBN 978-3-11-035304-4, doi:10.1515/9783110353587.
- Band 3: Friederike Elias, Albrecht Franz, Henning Murmann, Ulrich Wilhelm Weiser (Hrsg.): Praxeologie. Beiträge zur interdisziplinären Reichweite praxistheoretischer Ansätze in den Geistes- und Sozialwissenschaften. De Gruyter, 2014, ISBN 978-3-11-037014-0, doi:10.1515/9783110370188.
- Band 4: Julia Becker, Tino Licht, Stefan Weinfurter (Hrsg.): Karolingische Klöster – Wissenstransfer und kulturelle Innovation. De Gruyter, 2015, ISBN 978-3-11-037123-9, doi:10.1515/9783110371222.
- Band 5: Joachim Friedrich Quack, Daniela Christina Luft (Herausgeber): Erscheinungsformen und Handhabungen Heiliger Schriften. de Gruyter, Berlin/Boston/München 2014, ISBN 978-3-11-037124-6 (Open Access).
- Band 6: Annette Kehnel, Diamantís Panagiotópoulos (Herausgeber): Schriftträger – Textträger. Zur materialen Präsenz des Geschriebenen in frühen Gesellschaften. de Gruyter, Berlin/Boston/München 2014, ISBN 978-3-11-037130-7 (Open Access).
- Band 7: Carla Meyer, Sandra Schultz, Bernd Schneidmüller (Herausgeber): Papier im mittelalterlichen Europa. Herstellung und Gebrauch. de Gruyter, Berlin/Boston/München 2014, ISBN 978-3-11-037136-9 (Open Access).
- Band 8: Susanne Enderwitz, Rebecca Sauer (Herausgeber): Communication and Materiality Written and Unwritten Communication in Pre-Modern Societies. de Gruyter, Berlin/Boston/München 2015, ISBN 978-3-11-037174-1 (Open Access).
- Band 9: Markus Hilgert (Herausgeber): Understanding Material Text Cultures. de Gruyter, Berlin/Boston/München 2016, ISBN 978-3-11-041785-2 (Open Access).
- Band 10: Christian D. Haß, Eva Maria Noller (Herausgeber): Was bedeutet Ordnung – was ordnet Bedeutung?. de Gruyter, Berlin/Boston/München 2015, ISBN 978-3-11-041432-5 (Open Access).
- Band 11: Èlodie Attia: The Masorah of Elijah ha-Naqdan. An Edition of Ashkenazic Micrographical Notes de Gruyter, Berlin/Boston/München 2015, ISBN 978-3-11-041792-0 (Open Access).
- Band 12: Antonia Sarri: Material Aspects of Letter Writing in the Graeco-Roman World, c. 500 BC – c. AD 300. de Gruyter, Berlin/Boston/München 2017, ISBN 978-3-11-042694-6 (OpenAccess).
- Band 13: Thomas E. Balke, Christina Tsouparopoulou: Materiality of Writing in Early Mesopotamia. de Gruyter, Berlin/Boston/München 2016, ISBN 978-3-11-045962-3 (Open Access).
- Band 14: Irene Berti, Katharina Bolle, Fanny Opdenhoff, Fabian Stroth (Herausgeber): Writing Matters. Presenting and Perceiving Monumental Inscriptions in Antiquity and the Middle Ages. de Gruyter, Berlin/Boston/München 2017, ISBN 978-3-11-052915-9 (Open Access).
- Band 15: Michael R. Ott, Friedrich-Emanuel Focken (Herausgeber): Metatexte. de Gruyter, Berlin/Boston/München 2016, ISBN 978-3-11-041794-4 (Open Access).
- Band 16: Polly Lohmann: Graffiti als Interaktionsform. Geritzte Inschriften in den Wohnhäusern Pompejis. de Gruyter, Berlin/Boston/München 2018, ISBN 978-3-11-057036-6 (Open Access).
- Band 17: Hui-Ping Chuang: Das Steininschriftenprojekt des Wolkenheimklosters während der Liao-Dynastie (907-1125). Eine Analyse seiner Kolophone. de Gruyter, Berlin/Boston/München 2017, ISBN 978-3-11-047183-0 (Open Access).
- Band 18: Sandra Schultz: Papierherstellung im deutschen Südwesten. de Gruyter, Berlin/Boston/München 2018, ISBN 978-3-11-055484-7 (Open Access).
- Band 19: Sarah Kiyanrad, Christoffer Theis, Laura Willer (Herausgeber): Bild und Schrift auf 'magischen' Artefakten. de Gruyter, Berlin/Boston/München 2018, ISBN 978-3-11-060162-6 (Open Access).
- Band 20: Wilfried E. Keil, Sarah Kiyanrad, Christoffer Theis, Laura Willer (Herausgeber): Zeichentragende Artefakte im sakralen Raum. Zwischen Präsenz und UnSichtbarkeit. de Gruyter, Berlin/Boston 2018, ISBN 978-3-11-061945-4 (Open Access).
- Band 21: Katharina Bolle, Marc von der Höh, Nikolas Jaspert (Herausgeber): Inschriftenkulturen im kommunalen Italien. de Gruyter, Berlin 2019, ISBN 978-3-11-063836-3 (Open Access).
- Band 22: Joachim Friedrich Quack, Klaus Oschema, Carina Kühne-Wespi (Herausgeber): Zerstörung von Geschriebenem. Historische und transkulturelle Perspektiven. de Gruyter, Berlin/Boston/München 2019, ISBN 978-3-11-062890-6 (Open Access).
- Band 23: Wilfried E. Keil, Tobias Frese, Kristina Krüger (Herausgeber): Sacred Scripture / Sacred Space. The Interlacing of Real Places and Conceptual Spaces in Medieval Art and Architecture. de Gruyter, Berlin/Boston/München 2019, ISBN 978-3-11-062913-2 (Open Access).

- Band 41:  Stephanie Béreiziat-Lang (Hrsg.): Kannibalismus und Eucharistie. Frühneuzeitliche Figurationen des Einverleibens in den romanischen Literaturen. De Gruyter, Berlin 2024, ISBN 978-3-11-132365-7 (Open Access).
- Band 46, 1: Nikolaus Dietrich, Ludger Lieb, Nele Schneidereit (Hrsg.): Theorie und Systematik materialer Textkulturen. Abschlussband des SFB 933. De Gruyter, Berlin 2023, ISBN 978-3-11-129169-7 (Open Acess).
- Band 46, 2: Nikolaus Dietrich, Ludger Lieb, Nele Schneidereit (Hrsg.): Theory and Classification of Material Text Cultures. Concluding Volume of the CRC 933. De Gruyter, Berlin 2024, ISBN 978-3-11-132549-1 (Open Access).

### Ausstellungen und populärwissenschaftliche Publikationen
- Ausstellung „Mit schönen figuren – Buchkunst im deutschen Südwesten. Eine Ausstellung der Universitätsbibliothek Heidelberg und der Württembergischen Landesbibliothek Stuttgart“ (29. Oktober 2014 bis 1. März 2015; unter Mitwirkung des Teilprojekts C06)
- Ausstellung „Leben Dinge Texte“: Sonderausstellung des Sonderforschungsbereichs 933 im Universitätsmuseum Heidelberg, kuratiert von Tina Schöbel.[16]
  - Begleitheft: Charlotte Lagemann, Tina Schöbel, Christian Vater (Redaktion), Peter Schmidt (Herausgeber): Leben, Dinge, Texte. Begleitheft zur Ausstellung des Sonderforschungsbereichs 933 „Materiale Textkulturen“ (Universitätsmuseum Heidelberg Kataloge 10), SWB-PPN:425875415.
- Spektrum der Wissenschaft Spezial – Archäologie – Geschichte – Kultur 3/2016: Magie der Schrift (Ausschließlich Beiträge aus dem SFB 933)[17]
- Michaela Böttner, Ludger Lieb, Christian Vater, Christian Witschel (Hrsg.): 5300 Jahre Schrift. Wunderhorn, Heidelberg 2017, ISBN 978-3-88423-565-2.[18]

### E-Journal „Material Text Culture Blog“
Das „Material Text Culture Blog“ ist eine nicht-periodische Online-Publikation des SFB 933, die in der Deutschen Nationalbibliothek bibliographiert wird.

## Rezeption
Online-Berichte
- Rolf Brockschmidt: Frühes Lesen auf der Agora, in: Der Tagesspiegel vom 19. September 2013.
- DFG fördert Forschungsverbund zum Thema „Materiale Textkulturen“, in: Deutsche Orient-Gesellschaft online vom 25. Mai 2011.
- Wie Klöster im Mittelalter Wissen vermittelt haben, in: Archäologie online vom 26. Oktober 2012.
- Christian Badura: Tagungsbericht: Was bedeutet Ordnung? Was ordnet Bedeutung? Überlegungen zu bedeutungskonstituierenden Ordnungsleistungen in Geschriebenem., in: Mommsen-Gesellschaft online (ohne Datumsangabe, abgerufen am 16. November 2015)
- Tagung zur Geschichte des Papiers im Mittelalter, in: Archäologie online vom 8. November 2013.
- „Materiale Textkulturen“: Vom antiken Papyri bis zur beschrifteten Hundeleine, in: Damals. Das Magazin für Geschichte 11, 2015.
- Felix Maier, Leonie Ries u. Max Wetterauer: Tagungsbericht: 800 Jahre „Welscher Gast“. Neue Fragen zu einer alten Verhaltenslehre in Wort und Bild, 7. Mai 2015 bis 9. Mai 2015 Heidelberg, in: H-Soz-Kult, 8. August 2015, online.
- Artefakte, Manuskripte und Wissensbestände in Bewegung – Praktiken materieller Mobilität in vormodernen Kulturen. Zweiter gemeinsamer Workshop des SFB 933 „Materiale Textkulturen“ und des SFB 980 „Episteme in Bewegung“, in: SFB 980 online (ohne Datumsangabe, abgerufen am: 16. November 2015).
- Nele Schneidereit, Bericht: 2. Gemeinsamer Workshop des SFB 933 „Materiale Textkulturen“ mit dem SFB 980 „Episteme in Bewegung“, in: SFB 933 online (ohne Datumsangabe, abgerufen am: 30. November 2015)
- Graffiti. Deutschsprachige Auf- und Inschriften in sprach- und literaturwissenschaftlicher Perspektive, in: Newsletter des Deutschen Germanistenverbands 1/2015 (online) und Homepage Österreichische Gesellschaft für Germanistik.
- Sina Wohlgemuth, GLAM on Tour im Antikenmuseum der Universität Heidelberg, in: Wikimedia Blog (12. Oktober 2016)
- Marcus Cyron, Antike in Heidelberg, in: Wikipedia Kurier (12. Oktober 2016)

Radio-Features und Podcasts
- Campus-Report Uni-Radio Baden: Die DFG fördert den neuen Sonderforschungsbereich 933, in: Radio Regenbogen am 20. Juli 2011 Digitalisat in der Deutschen Digitalen Bibliothek.
- 5412 Jahre Vertrauen in Materialität – Prof. Dr. Markus Hilgert im Gespräch (mit dem Mediensoziologen Prof. Dr. Udo Thiedeke), in: Das Soziologische Duett am 13. August 2012 (Online).